# Смиглевский, Кацпер
Кацпер Смиглевский (пол. Kacper Smiglewski; род. 7 января 2005, Польша) — польский футболист, нападающий клуба «Краковия». Выступает на правах аренды в клубе «Пуща».

## Карьера

### «Краковия»

#### Начало карьеры
Начинал заниматься футболом в академиях польских клубов «Каштелания» и «Терми». В 2018 году перешёл в структуру варшавской «Полонии», где продолжил выступать на юношеском уровне. В начале 2022 года присоединился к краковской «Краковии», в составе которой продолжил выступать за юношескую команду клуба. В сентябре 2022 года футболист стал привлекаться к матам с резервной командой клуба. Дебютный матч сыграл 18 сентября 2022 года против клуба «Вислока», выйдя на замену на 83 минуте. За основную команду клуба дебютировал 12 февраля 2023 года в матче против варшавской «Легии» выйдя на замену на 86 минуте. В конце июня 2023 года продлил контракт с клубом до июля 2027 года. Дебютным забитым голом за клуб отличился 2 ноября 2023 года в матче Кубка Польши против любинского «Заглембе». Во второй половине сезона игрок получил травму, выбыв на долгий срок. В начале 2025 года, полностью восстановившись от травмы, вернулся в распоряжение клуба, проведя остаток сезона в роли игрока замены.

#### Аренда в «Пущу»
В июле 2025 года на правах арендного соглашения присоединился к неполомицкой «Пуще», соглашение с которой было заключено до конца сезона. Дебютировал за клуб 21 июля 2025 года в матче против жохувского «Руха», выйдя на поле в стартовом составе, также отличившись своей дебютной голевой передачей. Дебютным забитым голом за клуб отличился 16 августа 2025 года в матче против жешувской «Стали».

## Международная карьера
В ноябре 2021 года получил вызов в юношескую сборную Польши до 17 лет. Дебютировал за сборную 11 ноября 2021 года в товарищеском матче против сборной Мексики. В своём следующем матче 13 ноября 2021 года отличился дебютными голами в матче против сборной Чехии, в чьи ворота футболист отправил 2 мяча. 
В апреле 2022 года футболист отправился вместе со сборной на квалификационные матчи юношеского чемпионата европы до 17 лет. В матчах против Украины и Косово отличился по забитому голу и помог своей сборной пройти квалификацию на чемпионат Европы. Первый матч на чемпионате Европы сыграл 19 мая 2022 года против сборной Нидерландов. По итогу турнира занял 3 место место в группе и вместе со сборной покинул турнир. 
В феврале 2023 года футболист дебютировал за юношескую сборную Польши до 19 лет в товарищеском матче против Чехии. В марте 2023 года дебютировал за юношескую сборную Польши до 18 лет в товарищеских матчах против Болгарии. В октябре 2023 года вместе с польской сборной до 19 лет отправился на квалификационные матчи юношеского чемпионата Европы. Дебютными голами за сборную отличился 14 октября 2023 года в матче против сборной Казахстана, оформив дубль.